# Musius quadrinodosus
Musius quadrinodosus là một loài bọ cánh cứng trong họ Cerambycidae.